# Sonowal Kachari Autonomous Council
Sonowal Kachari Autonomous Council és una entitat autònoma d'Assam creada pel grup sonowal de l'ètnia kachari.
El 4 de març del 2005 es va acordar crear el consell Autònom. La llei es va adoptar el 6 d'abril del 2005.